# Струпенфоссен
Струпенфоссен, Струпен (норв. Strupenfossen, укр. Горло) — водоспад, один із найвищих у Європі, розташований у фюльке Согн-ог-Ф'юране в Норвегії.

## Географія
Водоспад розташований у північній частині фюльке Согн-ог-Ф'юране, у південно-західній частині Норвегії, на руслі струмка Струпен, який тече з льодовика Мюклебустбреен, розташованого в сідлі поміж кількох гір хребта Брегеймен (Скандинавські гори), у тому числі: Сньонипа (1827 м), Ейтенюкен (1740 / 1621 м), Деуремолет (1456 м). Висота водоспаду становить 820 м, за іншими даними 705 м і навіть 480 м. Кількість каскадів — 7, висота найбільшого — 250 м, за іншими даними 122 м. Висота водоспаду залежить від пори року: у зимову пору льодовик опускається вниз по схилу до відмітки 890 м, влітку навпаки, піднімається. Середня витрата води водоспаду — 3 м³/с, максимальна — 14 м³/с.